# Toki pona
Toki pona jest umjetni jezik kojega je stvorila jezikoslovka i prevoditeljica Sonja Elen Kisa iz Toronta i objavila u 2001. Ovaj se minimalistički jezik svega sastoji od 118 riječi i 14 fonema (a,i,n,l,o,e,k,t,m,s,p,u,j,w)
. Nije ga se osmislilo da bi se osiguralo međunarodnu komunikaciju, poput esperanta, nego su razlozi zašto ga se utemeljilo leže na taoističkim principima. Korijeni riječi toki pone dolaze iz prirodnih jezika, među njima i hrvatskog.
S ovako malim brojem riječi i fonema, riječi u ovom jeziku imaju više značenja koje ovisi od položaja riječi u rečenici. Tako na primjer, riječ  moku  znači: hrana, jesti, piti, jestiv, ukusan, ali i bilo koje jelo. Nema posebnih riječi za npr. psa, mačku, nosoroga itd., nego se svi sisavci podvode pod riječ soweli.
Ako nakon osnovne imenice slijedi nova, ona dobiva funkciju pridjeva, a nakon rječce  li  riječ predstavlja glagol. Slično, rječca la razdvaja rečenične dijelove tako da dio prije ove rečenice predstavlja uvjet, a dio poslije posljedicu, čime se prave priloške oznake. Rečenice počinju malim slovom, a veliko početno slovo se koristi samo kod vlastitih imena, ispred kojih treba stajati riječ koja predstavlja vrstu imena. Uz pomoć gomilanja riječi povećava se njihova preciznost. Npr. riječ  telo  znači tekućina. Ako iza ove riječi slijedi riječ nasa koja predstavlja glupost, ludost kao i glagole poludjeti i slično dobije se telo nasa, tekućina od koje se poludi, što predstavlja alkohol i neke psihosomatske droge. Ako je potrebno razlikovati rakiju od piva, može se razrađivati dalje, npr. telo nasa jelo, žuta tekućina od koje se poludi.
Primjeri s doslovnim i slobodnim prijevodom:
Toki pona: jan Sonja li moku e telo nasa. 

Doslovno: Čovjek Sonja akcija jelo akuzativ tekućina ludost.

Značenje: Sonja pije viski.
Toki pona: ona li sitelen kepeken ilo nanpa. 

Doslovno: On akcija pisanje sredstvo stvar broj. 

Značenje: On piše računalom.

Toki pona: toki Lowasi li pana tawa toki pona e nimi: luka, noka, lawa, sijelo, palisa, kalama, ona, oko, nasin, olin, poka, uta, utala. 

Doslovno: Govor Hrvat akcija davanje pravac govor dobar akuzativ ime: ruka, noga, glava, tijelo, palica, galama, ona, oko, način, volim, bok, usta, udarati. 

Značenje: Iz hrvatskog jezika preuzete su riječi: ruka, noga, glava, tijelo, palica, galama, ona, oko, način, volim, bok, usta, udarati.
Pokazano je da je i na ovako minimalistički jezik moguće prevoditi mnoge tekstove, npr. dijelove iz Biblije, novinske članke, pa čak i poeziju Sergeja Jesenjina. 
S druge strane, tekstove gdje je preciznost jako potrebna, poput pravnih dokumenata ili tekstova iz prirodnih znanosti je nemoguće prevesti na ovaj jezik. 
Neke riječi su namjerno izbačene. Npr. dopuštena je samo uporaba brojeva wan, tu i luka, koji predstavljaju respektivno 1, 2 i 5, jer po mišljenju autora jezika, veći brojevi asociraju na posjedovanje i kompliciraju život. Ako se treba izgovoriti 28, radi obeshrabrivanja izgovora brojeva, treba reći luka luka luka luka luka tu wan, te je preporučljivije reći mute što znači mnogo.
Bilo je i pokušaja živog govora na ovom jeziku, npr. na Svjetskom kongresu mladih esperantista 2006. u Sarajevu, održan je sastanak Odjela za toki ponu s 12 aktivnih govornika.

## Vanjske poveznice
- Službena stranica
- Stranica autorice
- Toki pona u stilu Wikipedije